# Hoya pachypus
Hoya pachypus är en oleanderväxtart som beskrevs av Spencer Le Marchant Moore. Hoya pachypus ingår i släktet Hoya och familjen oleanderväxter. Inga underarter finns listade i Catalogue of Life.